# Robert Fulton
Robert Fulton (n. 14 noiembrie 1765, Little Britain, astăzi Fulton, Pennsylvania – d. 24 februarie 1815, New York) a fost un inginer și inventator american, creditat incorect pentru mult timp ca fiind constructorul primei nave acționate de forța aburilor, Clermont (1807), cu care a întreprins o călătorie de la New York la Albany pe râul /  fluviul Hudson. 
În schimb, în mod corect, Fulton poate fi creditat a fi fost autorul planurilor și constructorul efectiv ale primelor nave cu aburi complet operaționale, precum și a primului submarin funcțional, comandat de Napoleon Bonaparte, denumit Nautilius, care a fost testat în 1800.
Deși lista inginerilor, constructorilor și întreprinzătorilor care au încercat să realizeze vase care să fie acționate mecanic este lungă, începând cu însuși realizatorul motorului cu aburi cu regulator centrifugal, James Watt, importanța lui Robert Fulton în istoria ingineriei și a navigației constă în realizarea primelor nave acționate mecanic, care erau complet funcționale, operaționale și fiabile.
El a adus un aport important împreună cu  John Ericsson, Francis Pettit Smith, David Bushnell și Josef Ressel la perfecționarea tehnicii navigației.